# هیندارخ
هیندارخ (به ترکی آذربایجانی: Hindarx) یک منطقهٔ مسکونی در جمهوری آذربایجان است که در شهرستان آغجه‌آباد واقع شده‌است. هیندارخ ۷٬۶۸۰ نفر جمعیت دارد.